# 한국침례교회연합
한국기독교침례회(韓國浸禮敎會聯合, 약칭 '한침', Korean Baptist Churches in the R.O.K., Abb. KBCROK)는 대한민국의 침례교 신앙을 표방하는 개신교 교단이다. 2017년 12월 12일 설립되었다.

## 주장
신약교회를 지향하는 침례교회는 신약성경을 신앙과 행습의 규범으로 여기며, 그리스도의 주재권, 성경의 권위, 개인 영혼의 자유, 전신자 제사장주의, 중생자 침례교인, 신자의 침수례, 개교회주의, 자발적 협동, 민주적 회중정치, 두 의식(침례와 주의 만찬), 두 직분(집사와 목사), 교회와 국가의 분리(정교분리)를 주장한다.  한국침례교회연합은 그리스도의 주재권, 지역교회의 자치, 전신자 제사장주의, 민주적 회중정치 등 ‘건강한 신약교회’, ‘역사적 침례교회’, '오늘의 공동체교회'를 구현하고자 설립되었다.

## 역사

### 교단 배경
침례교의 한국 선교 시작은 일반적으로 말콤 펜익(Malcolm C. Fenwick, 1863-1935)의 입국이라고 알려져 있다(1889). 한편 어떤 이들은 침례교 한국 선교의 시작을 다룰 때 엘라씽기념선교회(Ella Thing Memorial Mission)를 언급하기도 한다. 펜윅이 처음 선교를 위해 한국에 왔을 때 그는 ‘침례교’라는 명칭을 사용하지 않았고, ‘침례’를 받지도 않았다고 알려져 있다. 또한 펜윅은 선교사로 한국에 입국하기 전 대학교육이나 신학교육을 받지 못한 것으로 알려져 있다. 토론토대학의 YMCA와 교제했지만, 그는 이 기관이나 어떤 교단의 파송을 받지 않고 몇몇 YMCA 회원 기독실업인들에 의해 1888년 10월 조직된 한국연합선교회(Corean Union Mission)의 지원을 받는 독립 선교사로 내한했다. 그는 어떤 선교부도 소재하지 아니한 원산에 가서 일을 했는데, 이후 펜윅은 목사안수를 받아야 할 필요와 선교 자금을 확보할 목적으로 본국으로 돌아갔다(1893). 그리고 펜윅은 미국 보스턴에 소재한 클라렌돈스트리트침례교회(Clarendon Street Baptist Church)의 담임목사 아도니람 저드슨 고든(Adoniram J. Gordon)을 찾아갔다. 고든은 찬송가 315장 “내 주 되신 주를 참 사랑하고”를 작곡할 정도의 음악적 재질도 있고, 초교파적으로 유명한 목사였다. 펜윅은 한국에 선교사로 오기 전 나이아가라 사경회에 참석해서 큰 감동을 받았는데, 고든은 그 사경회의 주강사 중 한 사람이었다. 펜윅이 침례교 신앙을 갖게 된 것은 이 시기였다. 고든은 자신이 담임하는 교회 내에 1889년 10월 설립한 보스턴선교사훈련학교(Boston Missionary Training Institute, 현재 고든-콘웰신학교. Gordon-Conwell Theological Seminary)를 운영하고 있었다. 펜윅은 보스턴선교사훈련학교에서 공부한 후, 1894년 4월 에드워드 파울링을 비롯해 다른 5명과 함께 아더 피어슨 목사(Arthur T. Pierson, 피어슨기념성경학원/현 평택대학교 설립자, 1912)와 고든 목사의 주례로 목사 안수를 받았다.  피어슨은 여러 장로교회에서 목회한 장로교 목사였지만 침례를 받았고, 당시 대표적인 침례교회였던 영국 런던에 있는 찰스 스펄전의 타버너클교회에서 스펄전을 이어서 얼마간 설교 사역을 했던 초교파적으로 유명한 목사였다. 펜윅은 고든 목사와 동료 학생들에게 한국 선교의 필요성을 적극 개진하였고, 이에 감동한 고든은 선교사훈련학교를 졸업한 학생들을 한국으로 파송하기로 결정했다.
펜윅은 한국연합선교회와 관계를 끊고, 캐나다에서 한국순회선교회(Corea Itinerant Mission in America)를 조직했다(1894). 그리고 한국순회선교회를 조직한 지 1년 후 고든 목사가 시무하는 교회 집사 띵(Thing)은 자신의 딸(Ella)을 기념하여 엘라띵기념선교회를 조직했다(1895). 고든 목사는 에드워드 파울링(Edward C. Pauling, 1864-1960)과 아만다 가덜라인(Amanda Gardeline)을 엘라씽기념선교회 한국선교사로 파송했다. 파울링과 가덜라인은 1894년 5월에 일본으로 향하는 배를 탔고, 일본을 거쳐 한국에 와서 상황을 살펴본 후, 다시 일본에 가서 수개월 머물렀다. 그 사이 파울링은 약혼자였던 마벨 발렌타인 홀(Marbel Valentine Hall)과 요코하마에서 결혼했다(1895). 그리고 곧장 아내와 가덜라인을 데리고 한국을 향해 떠났다. 1895년 봄부터 파울링 선교사 일행은 서울에 머물면서 전도했다. 온전히 회심한 것으로 보이는 한 사람에게만 침례를 베풀었는데, 그는 서울, 군산, 강경을 오가며 포목장사를 하던 지병석이었다.
서울에 머물던 파울링 목사부부와 가덜라인은 ‘오지(奧地) 선교’ 취지를 따라 충청도로 이동했다. 당시 서해안 뱃길을 따라 금강 하구로부터 전도를 하며 이동한 파울링 목사 일행은 공주, 강경 등지에서 활동했다. 파울링 부부는 지병석과 그의 부인 천성녀, 아만다 가덜라인 선교사 등과 함께 1896년 2월 9일 주일 강경읍 북옥동 136번지 지병석의 집에서 예배 드림으로 강경침례교회가 설립되었다. 강경침례교회는 한국 최초의 침례교회였다. 1896년 6월경 충청도청 소재지였던 공주에서 선교사역을 했는데 이것이 공주침례교회(현재 ‘꿈의 교회’) 태동의 시초이다. 공주침례교회(현재 꿈의 교회)가 미국 엘라씽기념선교회 선교사들인 파울링 목사 일행에 의해 세워졌다(1896). 파울링은 이듬해 지병석의 집 바로 옆(북옥리 137번지)에 ㄱ자 교회를 신축했다(1897).그리고 프레더릭 스테드만(Frederick W. Steadman; 1871-1948)은 두 명의 여자 선교사 알마 엘머(Alma Ellmer), 새디 에클스(Sadie Ackles)와 함께 엘라씽기념선교회 선교사로 한국에 왔다(1896). 스테드맨은 1896년 4월 4일 한국에 도착하여 정동에 머물며 한국어를 공부하고 있었다. 엘라씽기념선교 선교사들은 모두 고든의 보스턴 선교사훈련학교 출신들이었다. 스테드만 일행은 공주와 칠산을 중심으로 선교활동을 했다. 공주에 도착한 스테드맨 선교사는 공주를 거점으로 강경을 비롯한 중부권에 선교의 지경을 넓혀나갔다(1897). 이후 파울링은 강경침례교회를 스테드만에게 위임하고 귀국했다(1899). 공주침례교회는 엘라씽 선교회에서 2차로 파송한 스테드맨 목사 부부, 그리고 엑클스(Sadie Ackles)와 엘머(Arma Ellmer)가 담당했다. 서울과 공주를 오가며 사역을 하던 스테드맨은 1899년 만민공동회 주동 인물로 체포령이 떨어진 독립협회 회원 ‘오긍선’을 서울 ‘선교사의 집’에 숨겨주었다. 스테드맨의 한글교사로 지내던 오긍선은 자신의 고향이기도 했던 공주로 함께 내려가 사역을 돕기도 했다. 스테드만은 1901년 4월까지 강경교회를 담임했다. 스테드만은 그 후 미국침례회 선교사로 일본에 왔는데, 일본에서 사역하면서 몇 차례 한국을 방문하여 과거의 성도들과 재회의 기쁨을 누렸다. 펜윅도 다시 한국으로 돌아와서 원산에서 선교사업을 시작했다. 펜윅은 다른 선교회들(장로교와 감리교 등)의 손이 닿지 않던 원산으로 가서 자리를 잡고, 한국순회선교회를 설립했다(1896). 그는 자기 집에 성경공부반을 만들어 동역할 사역자를 가르치고 같이 생활하며 훈련했다. 또한 펜윅은 성경번역위원회(위원장 언더우드, 부위원장 펜윅)에서 참여했다(1898). 하지만 ‘세례’ 표기를 강행하자 그는 탈퇴하고 독자적인 번역에 착수했다. 그는 『요한복음젼』, 『비립비인서』[빌립보서]를 발간했고(1899), 마침내 ‘세례’가 아니라 ‘침례’로 표기하는 신약전서인 『만민됴흔긔별』(만민 좋은 소식, 1917)을 발간했다.
한편 엘라띵기념선교회는 자금난으로 1900년 이전에 스테드만을 제외한 모든 선교사가 귀국하고 말았다. 이 선교회는 사역과 재산을 말콤 펜윅에게 양도했다. 한국에서의 그리스도의 교회를 형성하기 위해 펜윅은 자기 사역을 엘라씽선교회의 사역과 통합했다. 공주의 엘라띵기념선교회를 인수하여 자신의 한국순회선교회와 병합하자 펜윅은 효과적인 사업을 위한 조직의 필요에 직면했다. 이와 같이 펜윅은 엘라씽기념선교회를 인수하여 한국순회선교회와 병합하고(1901), ‘신명균’을 공주로 파송하여 공주침례교회를 돌보게 했다. 신명균은 한국 침례교의 실질적인 초대 교역자였다. 이는 한국인을 선교 사역의 주역으로 위치하게 하는 조치였다. 신명균은 자기 집을 하나 마련하라고 준 돈 50달러를 자기가 또 채용한 전도자 파송에 썼다. 이렇게 해서 얼마 후 10여 교회를 개척 설립할 수 있었다. 이 공주지방 사역을 펜윅은 신명균에게 위임하고 다만 몇 번 방문할 정도였으며, 그의 활동은 다만 보고서를 통해서 전달 받았다. 펜윅은 1903년 2월 10일 공주 반죽동에 교사(校舍)를 신축하고 성경학원을 설립하여 신명균을 원장으로 임명했다. 당시 공주에 세워졌던 성경학원은 오늘날 침례신학대학교의 전신이 되었다. 그 후 펜윅은 ‘대한기독교회’라는 독립 교단을 창설하였고, 이것은 지금의 ‘기독교한국침례회’의 모체가 되었다(1906). 광복 후인 '대한기독교침례회'로 교단명이 변경되었으며(1949), 제40회 총회(1950) 때 미국 남침례교(The Southern Baptist Convention)와 제휴하면서 선교사업이 활기를 띠기 시작하였다. 1959년에는 그동안 분열 상태이던 대한기독교침례회와 기독교대한침례회가 다시 통합되었고, 1969년 재단법인이 설립된 후, 1976년 기독교한국침례회로 개칭되었다. 부산 침례병원 개설(1951), 대전 침례신학대학교(1954), 침례신문 발행(1955), 수도침례신학교 설립(1979)(2006년 침례신학대학교와 통폐합)를 설립하는 등 선교사업을 확장했다. 교단 기관으로는 침례신학대학교, 침례병원, 해외선교회(FMB), 국내선교회(KMB), 교회진흥원, 군경선교회, 문서선교기관들인 요단출판사와 침례신문사, 남선교연합회, 여선교연합회 등이 있다.

### 교단 설립과 현황
‘한국기독교침례회’는 ‘건강한 신약교회’와 ‘역사적 침례교회’를 구현하고자 하는 약 60교회가 참여하여 설립되었다(2017. 12. 12). 한국기독교침례회(한침)는 역사적으로 지켜 온 침례교인의 신앙을 본받아 자유의 전통을 지켜가면서 성경에 충실한 예수 그리스도의 교회를 세우려 한다는 사명 선언을 하며, 10가지 신앙과 실천 조항을 천명했다:
1. 예수 그리스도는 우리의 주로서 유일한 구원자이시고, 교회를 세우셨고, 교회의 머리되시며, 교회 안에 유일한 권세자이시다.
2. 성경은 성령께서 감동하신 하나님의 말씀과 권위로서 목적은 예수 그리스도를 증거 하는 것이며 가치는 교회의 신앙과 실천의 최고의 규범이다.
3. 성령은 교회의 감독자로서 교회의 행정을 이끄시고, 성경 말씀을 체험하게 하시고, 복음전파를 위해 은사와 능력으로 함께 하신다.
4. 교회는 세상에 남겨진 예수 그리스도 공생애의 결정체로서 예수 그리스도의 공로로 죄를 용서받고, 성령으로 거듭나고, 침례 받은 자들의 연합이다.
5. 교회는 예수 그리스도의 몸으로서 그리스도의 남은 고난을 감당하기까지 충성하여 온전한 복음을 세상에 전하고, 예수 그리스도 제자의 삶을 수행한다.
6. 교회는 오직 성경에 충실하여 성령의 인도를 받아 회중의 약속이 최고의 의결이 되는 회중정체로 운영한다.
7. 자주적이고 독립적인 교회들이 지역, 인종, 문화를 초월하여 예수 그리스도의 복음전파에 협동하고 연대하여 하나의 선교를 한다.
8. 침례와 성찬은 예수 그리스도께서 교회에 명하신 두 가지 의식이며, 침례와 성찬은 복음을 체험하게 하며, 삶의 자리에서 순종과 연합으로 나타난다.
9. 교회의 직분은 목사와 집사로 모두 교회를 섬기는 자이다. 나아가 교회는 교회를 섬기는 자를 세울 수 있는 자율이 있다.
10. 교회는 국가권력으로부터 자유하고, 권력 화된 국가교회를 지양하며, 자주적이고 독립된 지역교회이다.
한국침례교회연합은 2017년 12월에 교단을 설립하면서 미국침례회, 더 나아가 세계침례교연맹에 속한 세계 각국의 침례교 교단들과 신앙과 신학 노선을 함께 할 것을 천명했다. 미국침례회의 한국 선교 중단 약 120년만에 미국침례회 국제부(American Baptist International Ministry, ABIM)는 한국기독교침례회(Korean Baptist Churches R.O.K.)와 선교 협약을 체결했고(2018. 9. 27), 이어서 뉴저지 주총회(American Baptist Churches New Jersey, ABCNJ)도 한국기독교침례회와 신앙과 신학을 함께 하기로 협약했다(2018. 9. 29). 이 교단은 미국침례회, 필리핀침례회 등 외국 침례교, 그리고 침례교세계연맹과의 선교 협동을 통해 침례교의 발전에 기여할 계획을 갖고 있다.
본래 기독교한국침례회 교회 중 교인수가 최대였던 성락침례교회(현재 서울성락교회)는 교단을 탈퇴했고(1987. 9. 30),‘날마다 성경을 상고하던 베뢰아 사람들을 본받자'(행 17:11)는 신앙운동을 지지하는 교회들이 ‘기독교남침례회’(Baptist Convention of South Korea, 명칭 변경 2007. 10.‘기독교베뢰아교회연합’)를 결성했다(1987. 10. 11-12). 하지만 성락침례교회는 점차적으로 회중제 대신에 감독제로 바뀌어‘세습’ 분쟁에 휘말렸다(2017). 이에 교단 소속의 목회자들과 교회들도 개혁 지지 여부로 나뉘게 되자 양측 합의로 ‘기독교베뢰아교회연합’은 법적으로 해산되고 청산되었다. 그리고 신약교회를 구현하려는 설립 취지를 지지하는 60 여 교회들이 청주 진성교회에서‘한국침례교회연합’을 설립했다(2017. 12. 12). 총회의장에 박연준목사, 사무총장에 김종포목사가 선출되었다.
한국기독교침례회는 첫 번째 목사 안수식(맹정섭선교사)을 일본 동경 바이블처치에서 가졌다(2018. 3. 20). 미국침례회의 뉴저지 주총회 목회자와 국제선교부 일행이 한국을 방문했고(2018. 4. 24-30), 교단 설립 감사예배(2018. 4. 29)에 참석했다. 그리고 레바논캠프 디렉터(Don  Smith)를 초청해서 캠프 설명회를 여의도에서 가졌다. 미국침례회 뉴저지 주총회의 청소년 레바논캠프에 17명이 참석했다. 교단 임원회(2018. 4. 23)는 미국침례회 소속인 유호진목사를 ABIM과 ABCNJ와의 선교 협력을 위해 대외협력 컨설턴트로 위촉했다.
한편 한국기독교침례회는 미국침례회 국제부(ABCNJ) 및 뉴저지 주총회(ABCNJ)와 협력 선교를 추진하고 있으며, 침례교세계연맹에 속한 각국의 침례교단들과 선교 협동을 도모하고 있다.
교단 설립에 이어서 ‘한국침례신학교’(Korean Baptist Seminary)는 한국기독교침례회 직영신학교로 설립되었다(2018. 3. 1). 한국기독교침례회는 수도권에 신학대학원을 개설하고, 이를 바탕으로 이후 역사적 침례교회 신앙과 신학을 갖고 기독교계와 한국 사회를 이끌 지도자들을 배출하는 침례대학교를 세울 비전을 갖고 있다. 교단 연차 총회에서 대학설립추진위원회 구성을 결의했고(2018. 10. 25-26), 임원회는 대학설립준비위원회 위원장(한상식 목사, 한국침례신학교장)을 선출했다(2019. 6. 11). 이 위원회는 2013년 3월 침례신학대학원 설립을 준비하고 있다.

## 교세
- 지방회 : 서울지방회, 경기지방회, 중남부지방회, 강경지방회, 해외지방회 등
- 회원 교회 및 단체 : 64개 (2017. 12. 12. 현재)

## 언론 보도
- 기독교TV 뉴스,  [깨진 링크(과거 내용 찾기)]
- 기독일보 기사,
- 크리스천투데이 기사,
- 기독교포털뉴스 기사,[깨진 링크(과거 내용 찾기)]
- 크리스천연합신문 기사, [깨진 링크(과거 내용 찾기)]
- 교회와 신앙 기사, [깨진 링크(과거 내용 찾기)]